# فريسيون
الفريسيون (بالعبرية: פְּרוּשִׁים) (بالإنجليزية: Pharisees)‏ هم حزب سياسي ديني برز خلال القرن الأول داخل المجتمع اليهودي في فلسطين؛ يعود أصل المصطلح إلى اللغة الآرامية ويشير إلى الابتعاد والاعتزال عن الخاطئين؛ كان الفريسيون يتبعون مذهبًا دينياً متشدداً في الحفاظ على شريعة موسى والسنن الشفهية التي استنبطوها.
كان الفريسيون على خلاف دائم مع الصدوقيين الذين أنكروا القيامة والملائكة والأرواح، وبينما كانت قوة الصدوقيين في السنهدرين والعائلات الثرية فضلاً عن السلطات الرومانية، كانت قوة الفريسيين من الشعب، كذلك فقد كان أغلب الكتبة وهم علماء الكتاب المقدس ينتمون إليهم.
قرعهم يسوع مرات عديدة، حسب رأيه بسبب الكذب وتمسكهم بالألفاظ دون المعاني، وكان الجدل حول يوم السبت الوارد في (متى 12/ 1-14) من أكبر المجادلات بين يسوع وبينهم، وقد أنذرهم يسوع بالهلاك، بيد أنه صادق بعضًا منهم كنيقوديموس وسمعان الأبرص، وكان بولس الرسول قبل اهتداءه، فريسيًا متشددًا، كما ذكر الفصل التاسع من سفر أعمال الرسل.